# Nils Pichinot
Nils Pichinot (gespr. Pichinoh; * 29. August 1989 in Reinbek) ist ein deutscher Fußballspieler. Seine bevorzugte Position ist der Sturm.

## Karriere
Pichinot spielte in der Jugend für die TSG Bergedorf, den SC Vier- und Marschlande und den SV Eichede. In der Saison 2008/09 spielte er mit dem SV Curslack-Neuengamme in der Oberliga Hamburg, wo er sich mit guten Leistungen für eine Verpflichtung durch den FC St. Pauli empfehlen konnte. Dort kam er am 7. August 2009 zu seinem ersten Profieinsatz, als er beim Spiel gegen Rot Weiss Ahlen eingewechselt wurde und auch den Siegtreffer erzielte. In der Hinrunde der Oberligasaison 2010/11 überzeugte der junge Angreifer in der St. Pauli Reserve mit 17 Treffern und wechselte daraufhin zum 31. Januar 2011 zum Thüringer Drittligisten FC Carl Zeiss Jena. Am 15. Juni 2011 unterschrieb er einen neuen Ein-Jahres-Vertrag in Jena, mit dem er jedoch in der Saison 2011/12 als Tabellen-18. aus der 3. Liga absteigen musste. Am 4. Juni 2012 unterschrieb Pichinot einen Einjahresvertrag mit dem Halleschen FC. Dort erzielte der Stürmer in 19 Spielen jedoch nur ein Tor. 2013 wechselte er zum Regionalligisten Goslarer SC 08. Von 2014 bis 2020 spielte er in der Regionalliga Nordost bei Wacker Nordhausen. In der Saison 2020/21 war er beim KSV Hessen Kassel in der Regionalliga Südwest aktiv. Im Anschluss beendete er im Sommer 2021 seine Profikarriere und schloss sich im Amateurbereich dem Siebtligisten SG DJK Struth an. Mit dem Verein stieg er 2022 in die Thüringenliga auf. Im Sommer 2023 gründete sich aus der Spielgemeinschaft SG DJK Struth/Diedorf/Faulungen der 1. FC Eichsfeld, bei welchem er derzeit aktiv ist.